# 包头棘豆
包头棘豆（学名：Oxytropis glabra var. drakeana）为豆科棘豆属下的一个变种。